# خاچاطور بزیرجیان
خاچاطور اونیکی بزیرجیان (ارمنی: Խաչատուր Օնիկի Բեզիրջյան؛ زاده ۶ دسامبر ۱۹۵۰) یک فیزیک‌دان، سیاستمدار و چهره سیاسی اهل ارمنستان می‌باشد. وی نماینده دوره اول مجلس ملی جمهوری ارمنستان بوده است.

## زندگی‌نامه
وی در ۶ دسامبر ۱۹۵۰ در ایروان به دنیا آمد و از دانشگاه دولتی ایروان فارغ‌التحصیل گشت. 